# RealPlayer
RealPlayer (có lúc khi được gọi là RealOne) là trình đa phương tiện do RealNetworks cung cấp, nó chơi nhiều định dạng phương tiện bao gồm MP3, MPEG-4, và QuickTime, cùng với nhiều thế hệ codec RealAudio và RealVideo.

## Chức năng
Chơi những
- Hồ Sơ nhạc có dạng đuôi: RM, RAM, RA,
- Danh Sách nhạc có dạng đuôi:

## Tải Về Máy
- Real Player, Địa chỉ Tải về Máy

## Nhúng WMP trong trang mạng
```
<object width="320" height="240"
classid="clsid:CFCDAA03-8BE4-11cf-B84B-0020AFBBCCFA">
<param name="controls" value="ImageWindow" />
<param name="autostart" value="true" />
<param name="src" value="male.ram" />
</object>

```

```
<EMBED type="audio/x-pn-realaudio-plugin" SRC="STREAMURL"
CONTROLS="ControlPanel,StatusBar" 
HEIGHT=60 WIDTH=236 AUTOSTART=false>
</embed>

```